# 1113 dans les croisades
Cette page regroupe les évènements concernant les Croisades qui sont survenus en 1113 : 
- 15 février : le pape Pascal II  reconnaît l'Ordre de Saint-Jean de l'Hôpital[1].
- 28 juin : Une attaque organisée par Mawdûd ibn Altûntâsh, atabeg de Moussoul, manque de faire prisonnier Baudouin Ier, roi de Jérusalem[2].
- septembre : Baudouin Ier, roi de Jérusalem, épouse Adélaïde de Montferrat, après avoir répudié sa première femme[3].
- 2 octobre : Mawdûd, atabeg de Moussoul, est assassiné à la grande mosquée de Damas[2].